# Lista över olympiska dammedaljörer i rodd
Det här är en komplett lista över alla medaljörer i rodd vid olympiska spelen på damsidan från 1976 fram till 2024. Se även Lista över olympiska herrmedaljörer i rodd.

## Nuvarande program

### Singelsculler

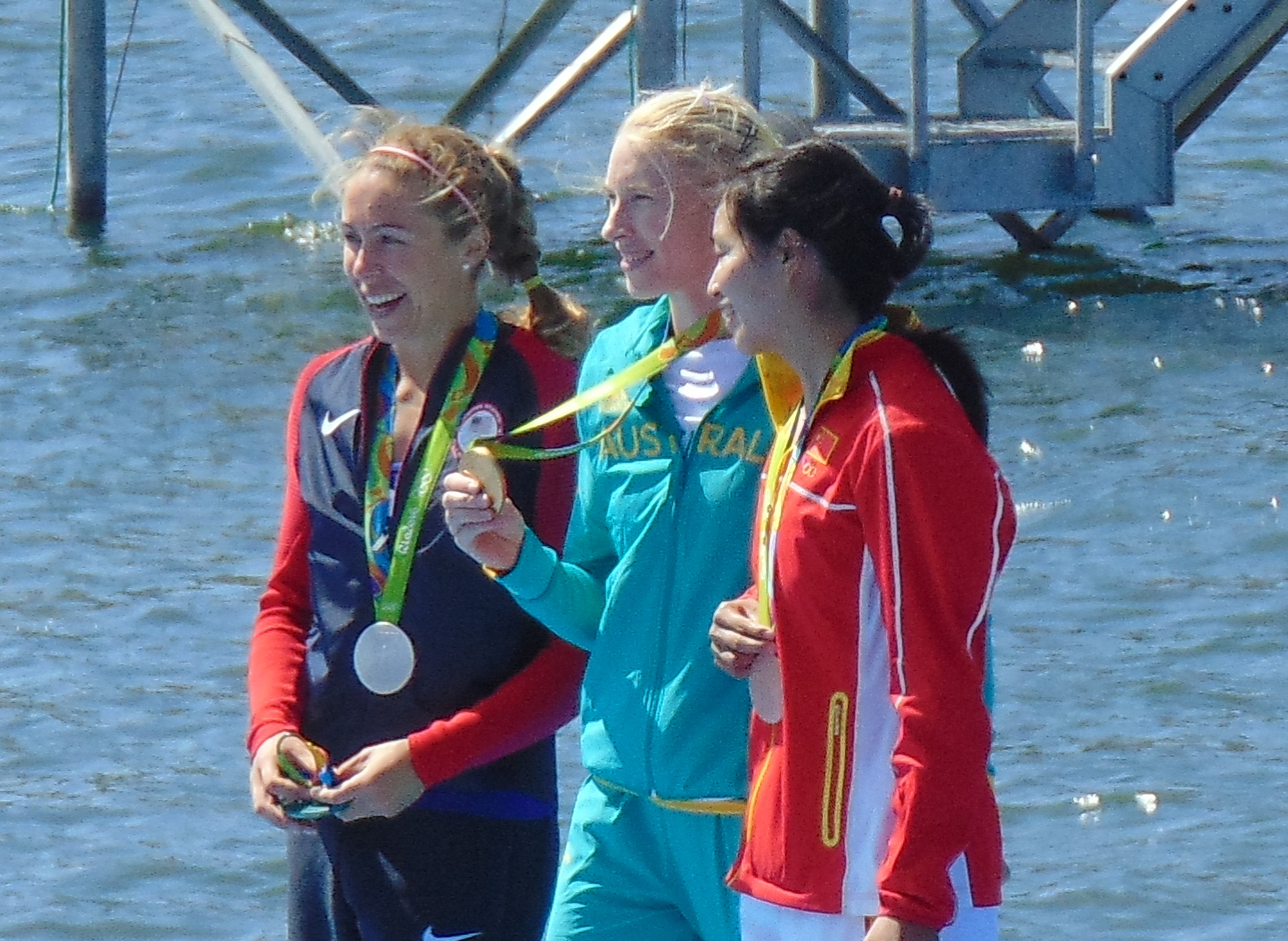
Medaljörerna i singelsculler 2016.

| Spel                            | Guld                                  | Silver                         | Brons                                 |
| Montréal 1976 Detaljer...       | Christine Scheiblich Östtyskland      | Joan Lind USA                  | Jelena Antonova Sovjetunionen         |
| Moskva 1980 Detaljer...         | Sanda Toma Rumänien                   | Antonina Machina Sovjetunionen | Martina Schröter Östtyskland          |
| Los Angeles 1984 Detaljer...    | Valeria Răcilă Rumänien               | Charlotte Geer USA             | Ann Haesebrouck Belgien               |
| Seoul 1988 Detaljer...          | Jutta Behrendt Östtyskland            | Anne Marden USA                | Magdalena Georgieva Bulgarien         |
| Barcelona 1992 Detaljer...      | Elisabeta Lipă Rumänien               | Annelies Bredael Belgien       | Silken Laumann Kanada                 |
| Atlanta 1996 Detaljer...        | Ekaterina Karsten Belarus             | Silken Laumann Kanada          | Trine Hansen Danmark                  |
| Sydney 2000 Detaljer...         | Ekaterina Karsten Belarus             | Rumjana Nejkova Bulgarien      | Katrin Rutschow-Stomporowski Tyskland |
| Aten 2004 Detaljer...           | Katrin Rutschow-Stomporowski Tyskland | Ekaterina Karsten Belarus      | Rumjana Nejkova Bulgarien             |
| Peking 2008 Detaljer...         | Rumjana Nejkova Bulgarien             | Michelle Guerette USA          | Ekaterina Karsten Belarus             |
| London 2012 Detaljer...         | Miroslava Knapková Tjeckien           | Fie Udby Erichsen Danmark      | Kim Crow Australien                   |
| Rio de Janeiro 2016 Detaljer... | Kim Brennan Australien                | Genevra Stone USA              | Duan Jingli Kina                      |
| Tokyo 2020 Detaljer...          | Emma Twigg Nya Zeeland                | Hanna Prakatsen ROC            | Magdalena Lobnig Österrike            |
| Paris 2024 Detaljer...          | Karolien Florijn Nederländerna        | Emma Twigg Nya Zeeland         | Viktorija Senkutė Litauen             |

### Dubbelsculler
| Spel                            | Guld                                                      | Silver                                                     | Brons                                               |
| Montréal 1976 Detaljer...       | Svetla Otsetova och Zdravka Jordanova (BUL)               | Sabine Jahn och Petra Boesler (GDR)                        | Eleonora Kaminskaitė och Genovaitė Ramoškienė (URS) |
| Moskva 1980 Detaljer...         | Jelena Chloptseva och Larisa Popova (URS)                 | Cornelia Linse och Heidi Westphal (GDR)                    | Olga Homeghi och Valeria Răcilă (ROU)               |
| Los Angeles 1984 Detaljer...    | Marioara Popescu och Elisabeta Oleniuc (ROU)              | Greet Hellemans och Nicolette Hellemans (NED)              | Danièle Laumann och Silken Laumann (CAN)            |
| Seoul 1988 Detaljer...          | Birgit Peter och Martina Schröter (GDR)                   | Elisabeta Oleniuc-Lipă och Veronica Cogeanu-Cochelea (ROU) | Violeta Ninova och Stefka Madina (BUL)              |
| Barcelona 1992 Detaljer...      | Kerstin Köppen och Kathrin Boron (GER)                    | Veronica Cochelea och Elisabeta Lipă (ROU)                 | Gu Xiaoli och Lu Huali (CHN)                        |
| Atlanta 1996 Detaljer...        | Kathleen Heddle och Marnie McBean (CAN)                   | Zhang Xiuyun och Cao Mianying (CHN)                        | Irene Eijs och Eeke van Nes (NED)                   |
| Sydney 2000 Detaljer...         | Jana Thieme och Kathrin Boron (GER)                       | Pieta van Dishoeck och Eeke van Nes (NED)                  | Birutė Šakickienė och Kristina Poplavskaja (LTU)    |
| Aten 2004 Detaljer...           | Georgina Evers-Swindell och Caroline Evers-Swindell (NZL) | Peggy Waleska och Britta Oppelt (GER)                      | Sarah Winckless och Elise Laverick (GBR)            |
| Peking 2008 Detaljer...         | Georgina Evers-Swindell och Caroline Evers-Swindell (NZL) | Annekatrin Thiele och Christiane Huth (GER)                | Elise Laverick och Anna Bebington (GBR)             |
| London 2012 Detaljer...         | Katherine Grainger och Anna Watkins (GBR)                 | Brooke Pratley och Kim Crow (AUS)                          | Julia Michalska och Magdalena Fularczyk (POL)       |
| Rio de Janeiro 2016 Detaljer... | Magdalena Fularczyk och Natalia Madaj (POL)               | Victoria Thornley och Katherine Grainger (GBR)             | Donata Vištartaitė och Milda Valčiukaitė (LTU)      |
| Tokyo 2020 Detaljer...          | Simona Radiș och Nicoleta-Ancuța Bodnar (ROU)             | Brooke Donoghue och Hannah Osborne (NZL)                   | Roos de Jong och Lisa Scheenaard (NED)              |
| Paris 2024 Detaljer...          | Brooke Francis och Lucy Spoors (NZL)                      | Nicoleta-Ancuța Bodnar och Simona Radiș (ROU)              | Mathilda Hodgkins-Byrne och Becky Wilde (GBR)       |

### Scullerfyra
| Spel                            | Guld                                                                               | Silver                                                                                                   | Brons                                                                                    |
| Montréal 1976 Detaljer...       | Östtyskland Roswietha Zobelt Jutta Lau Viola Poley Anke Borchmann Liane Buhr       | Sovjetunionen Anna Kondrasjina Mira Brjunina Larisa Aleksandrova Galina Jermolajeva Nadezjda Tjernysjeva | Rumänien Ioana Tudoran Maria Micșa Felicia Afrăsiloaie Elisabeta Lazăr Elena Giurcă      |
| Moskva 1980 Detaljer...         | Östtyskland Sybille Reinhardt Jutta Ploch Jutta Lau Roswietha Zobelt Liane Buhr    | Sovjetunionen Antonina Pustovit Jelena Matijevskaja Olga Vasiltjenko Nadezjda Ljubimova Nina Tjeremisina | Bulgarien Mariana Serbezova Rumeljana Bontjeva Dolores Nakova Anka Bakova Anka Georgieva |
| Los Angeles 1984 Detaljer...    | Rumänien Maricica Țăran Anișoara Sorohan Ioana Badea Sofia Corban Ecaterina Oancia | USA Anne Marden Lisa Rohde Joan Lind Virginia Gilder Kelly Rickon                                        | Danmark Hanne Eriksen Birgitte Hanel Charlotte Koefoed Bodil Rasmussen Jette Sørensen    |
| Seoul 1988 Detaljer...          | Östtyskland Kerstin Förster Kristina Mundt Beate Schramm Jana Sorgers              | Sovjetunionen Irina Kalimbet Svitlana Mazij Inna Frolova Antonina Doumttjeva                             | Rumänien Anișoara Bălan Anişoara Minea Veronica Cogeanu Elisabeta Lipă                   |
| Barcelona 1992 Detaljer...      | Tyskland Sybille Schmidt Birgit Peter Kerstin Müller Kristina Mundt                | Rumänien Anişoara Dobre Doina Ignat Constanța Burcică Veronica Cochelea                                  | OSS Antonina Zelikovitj Tetiana Ustiuzjanina Ekaterina Karsten Jelena Chloptseva         |
| Atlanta 1996 Detaljer...        | Tyskland Katrin Rutschow-Stomporowski Jana Sorgers Kerstin Köppen Kathrin Boron    | Ukraina Svitlana Mazij Dina Miftachutdinova Inna Frolova Olena Ronzjyna                                  | Kanada Laryssa Biesenthal Diane O'Grady Kathleen Heddle Marnie McBean                    |
| Sydney 2000 Detaljer...         | Tyskland Meike Evers Kerstin Kowalski Manja Kowalski Manuela Lutze                 | Storbritannien Guin Batten Miriam Batten Katherine Grainger Gillian Lindsay                              | Ryssland Oksana Dorodnova Irina Fedotova Julija Levina Larisa Merk                       |
| Aten 2004 Detaljer...           | Tyskland Kathrin Boron Meike Evers Manuela Lutze Kerstin El Qalqili                | Storbritannien Alison Mowbray Debbie Flood Frances Houghton Rebecca Romero                               | Australien Dana Faletic Rebecca Sattin Amber Bradley Kerry Hore                          |
| Peking 2008 Detaljer...         | Kina Tang Bin Jin Ziwei Xi Aihua Zhang Yangyang                                    | Storbritannien Annabel Vernon Debbie Flood Frances Houghton Katherine Grainger                           | Tyskland Britta Oppelt Manuela Lutze Kathrin Boron Stephanie Schiller                    |
| London 2012 Detaljer...         | Ukraina Kateryna Tarasenko Natalija Dovhodko Anastasija Kozjenkova Jana Dementjeva | Tyskland Annekatrin Thiele Carina Bär Julia Richter Britta Oppelt                                        | USA Natalie Dell Kara Kohler Megan Kalmoe Adrienne Martelli                              |
| Rio de Janeiro 2016 Detaljer... | Tyskland Annekatrin Thiele Carina Bär Julia Lier Lisa Schmidla                     | Nederländerna Chantal Achterberg Nicole Beukers Inge Janssen Carline Bouw                                | Polen Maria Springwald Joanna Leszczyńska Agnieszka Kobus Monika Ciaciuch                |
| Tokyo 2020 Detaljer...          | Kina Chen Yunxia Zhang Ling Lü Yang Cui Xiaotong                                   | Polen Agnieszka Kobus Marta Wieliczko Maria Sajdak Katarzyna Zillmann                                    | Australien Ria Thompson Rowena Meredith Harriet Hudson Caitlin Cronin                    |
| Paris 2024 Detaljer...          | Storbritannien Lauren Henry Hannah Scott Lola Anderson Georgina Brayshaw           | Nederländerna Laila Youssifou Bente Paulis Roos de Jong Tessa Dullemans                                  | Tyskland Maren Völz Tabea Schendekehl Leonie Menzel Pia Greiten                          |

### Tvåa utan styrman

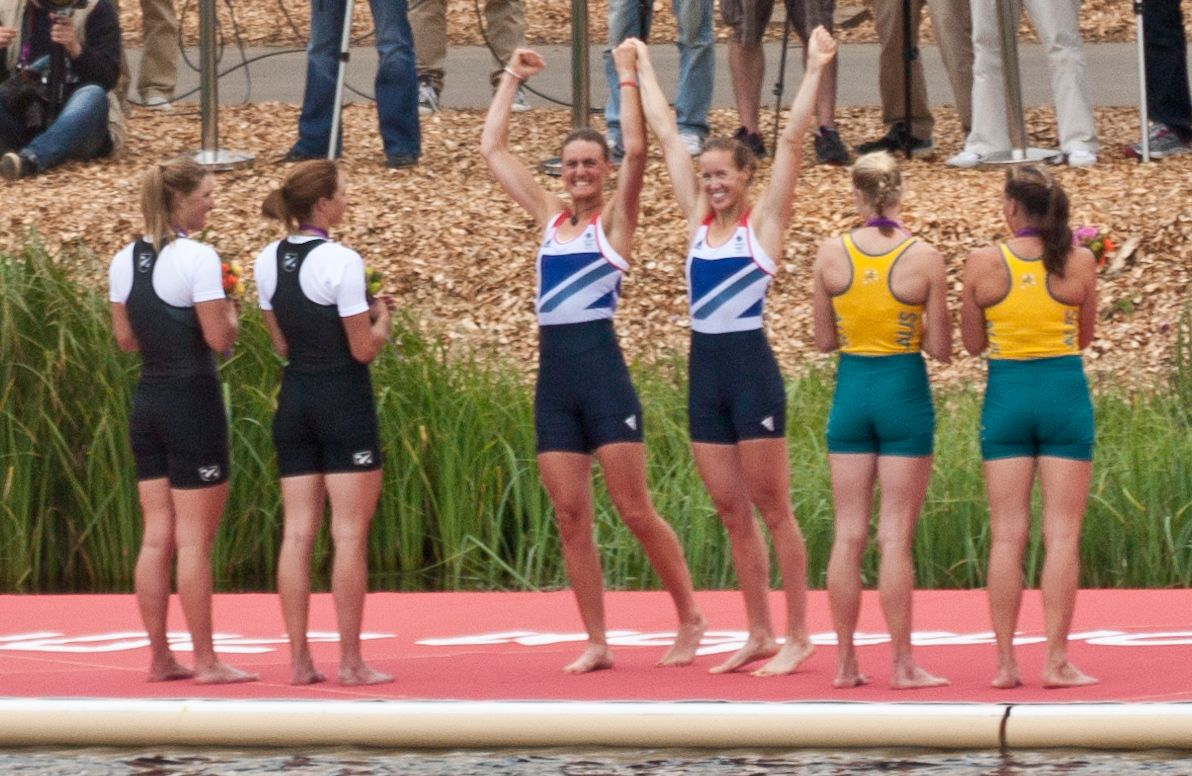
Medaljörerna i tvåa utan styrman 2012.

| Spel                            | Guld                                        | Silver                                             | Brons                                         |
| Montréal 1976 Detaljer...       | Siika Barbulova Stojanka Grouittjeva (BUL)  | Angelika Noack och Sabine Dähne (GDR)              | Edith Eckbauer och Thea Einöder (FRG)         |
| Moskva 1980 Detaljer...         | Ute Steindorf och Cornelia Klier (GDR)      | Małgorzata Dłużewska och Czesława Kościańska (POL) | Siika Barbulova och Stojanka Kubatova (BUL)   |
| Los Angeles 1984 Detaljer...    | Rodica Arba och Elena Horvat (ROU)          | Elizabeth Craig och Tricia Smith (CAN)             | Ellen Becker och Iris Völkner (FRG)           |
| Seoul 1988 Detaljer...          | Rodica Arba och Olga Homeghi (ROU)          | Radka Stojanova och Lalka Berberova (BUL)          | Nicola Payne och Lynley Hannen (NZL)          |
| Barcelona 1992 Detaljer...      | Kathleen Heddle och Marnie McBean (CAN)     | Ingeburg Schwerzmann och Stefani Werremeier (GER)  | Stephanie Pierson och Anna Seaton (USA)       |
| Atlanta 1996 Detaljer...        | Megan Still och Kate Slatter (AUS)          | Karen Kraft och Melissa Schwen (USA)               | Christine Gossé och Hélène Cortin (FRA)       |
| Sydney 2000 Detaljer...         | Georgeta Damian och Doina Ignat (ROU)       | Kate Slatter och Rachael Taylor (AUS)              | Karen Kraft och Melissa Ryan (USA)            |
| Aten 2004 Detaljer...           | Georgeta Damian och Viorica Susanu (ROU)    | Katherine Grainger och Cath Bishop (GBR)           | Julija Bitjyk och Natallja Helach (BLR)       |
| Peking 2008 Detaljer...         | Georgeta Damian och Viorica Susanu (ROU)    | Wu You och Gao Yulan (CHN)                         | Julija Bitjyk och Natallja Helach (BLR)       |
| London 2012 Detaljer...         | Heather Stanning och Helen Glover (GBR)     | Sarah Tait och Kate Hornsey (AUS)                  | Juliette Haigh och Rebecca Scown (NZL)        |
| Rio de Janeiro 2016 Detaljer... | Heather Stanning och Helen Glover (GBR)     | Genevieve Behrent och Rebecca Scown (NZL)          | Hedvig Rasmussen och Anne Andersen (DEN)      |
| Tokyo 2020 Detaljer...          | Grace Prendergast och Kerri Gowler (NZL)    | Vasilisa Stepanova och Jelena Orjabinskaja (ROC)   | Caileigh Filmer och Hillary Janssens (CAN)    |
| Paris 2024 Detaljer...          | Ymkje Clevering och Veronique Meester (NED) | Ioana Vrînceanu och Roxana Anghel (ROU)            | Jessica Morrison och Annabelle McIntyre (AUS) |

### Fyra utan styrman
| Spel                       | Guld                                                                              | Silver                                                                           | Brons                                                               |
| Barcelona 1992 Detaljer... | Kanada Kirsten Barnes Jessica Monroe Brenda Taylor Kay Worthington                | USA Shelagh Donohoe Cynthia Eckert Carol Feeney Amy Fuller                       | Tyskland Antje Frank Annette Hohn Gabriele Mehl Birte Siech         |
| 1996–2016                  | inte med på det olympiska programmet                                              | inte med på det olympiska programmet                                             | inte med på det olympiska programmet                                |
| Tokyo 2020 Detaljer...     | Australien Lucy Stephan Rosemary Popa Jessica Morrison Annabelle McIntyre         | Nederländerna Ellen Hogerwerf Karolien Florijn Ymkje Clevering Veronique Meester | Irland Aifric Keogh Eimear Lambe Fiona Murtagh Emily Hegarty        |
| Paris 2024 Detaljer...     | Nederländerna Marloes Oldenburg Hermijntje Drenth Tinka Offereins Benthe Boonstra | Storbritannien Helen Glover Esme Booth Samantha Redgrave Rebecca Shorten         | Nya Zeeland Jackie Gowler Phoebe Spoors Davina Waddy Kerri Williams |

### Lättvikts-dubbelsculler
| Spel                            | Guld                                           | Silver                                         | Brons                                             |
| Atlanta 1996 Detaljer...        | Constanța Burcică och Camelia Macoviciuc (ROU) | Teresa Bell och Lindsay Burns (USA)            | Virginia Lee och Rebecca Joyce (AUS)              |
| Sydney 2000 Detaljer...         | Constanța Burcică och Angela Alupei (ROU)      | Valerie Viehoff och Claudia Blasberg (GER)     | Christine Collins och Sarah Garner (USA)          |
| Aten 2004 Detaljer...           | Sarah Winckless och Angela Alupei (ROU)        | Constanța Burcică och Claudia Blasberg (GER)   | Kirsten van der Kolk och Marit van Eupen (NED)    |
| Peking 2008 Detaljer...         | Kirsten van der Kolk och Marit van Eupen (NED) | Minna Nieminen och Sanna Stén (FIN)            | Tracy Cameron och Melanie Kok (CAN)               |
| London 2012 Detaljer...         | Katherine Copeland och Sophie Hosking (GBR)    | Xu Dongxiang och Huang Wenyi (CHN)             | Christina Giazitzidou och Alexandra Tsiavou (GRE) |
| Rio de Janeiro 2016 Detaljer... | Ilse Paulis och Maaike Head (NED)              | Lindsay Jennerich och Patricia Obee (CAN)      | Huang Wenyi och Pan Feihong (CHN)                 |
| Tokyo 2020 Detaljer...          | Valentina Rodini och Federica Cesarini (ITA)   | Laura Tarantola och Claire Bové (FRA)          | Marieke Keijser och Ilse Paulis (NED)             |
| Paris 2024 Detaljer...          | Emily Craig och Imogen Grant (GBR)             | Gianina Beleagă och Ionela-Livia Cozmiuc (ROU) | Dimitra Kontou och Zoi Fitsiou (GRE)              |

### Åtta med styrman

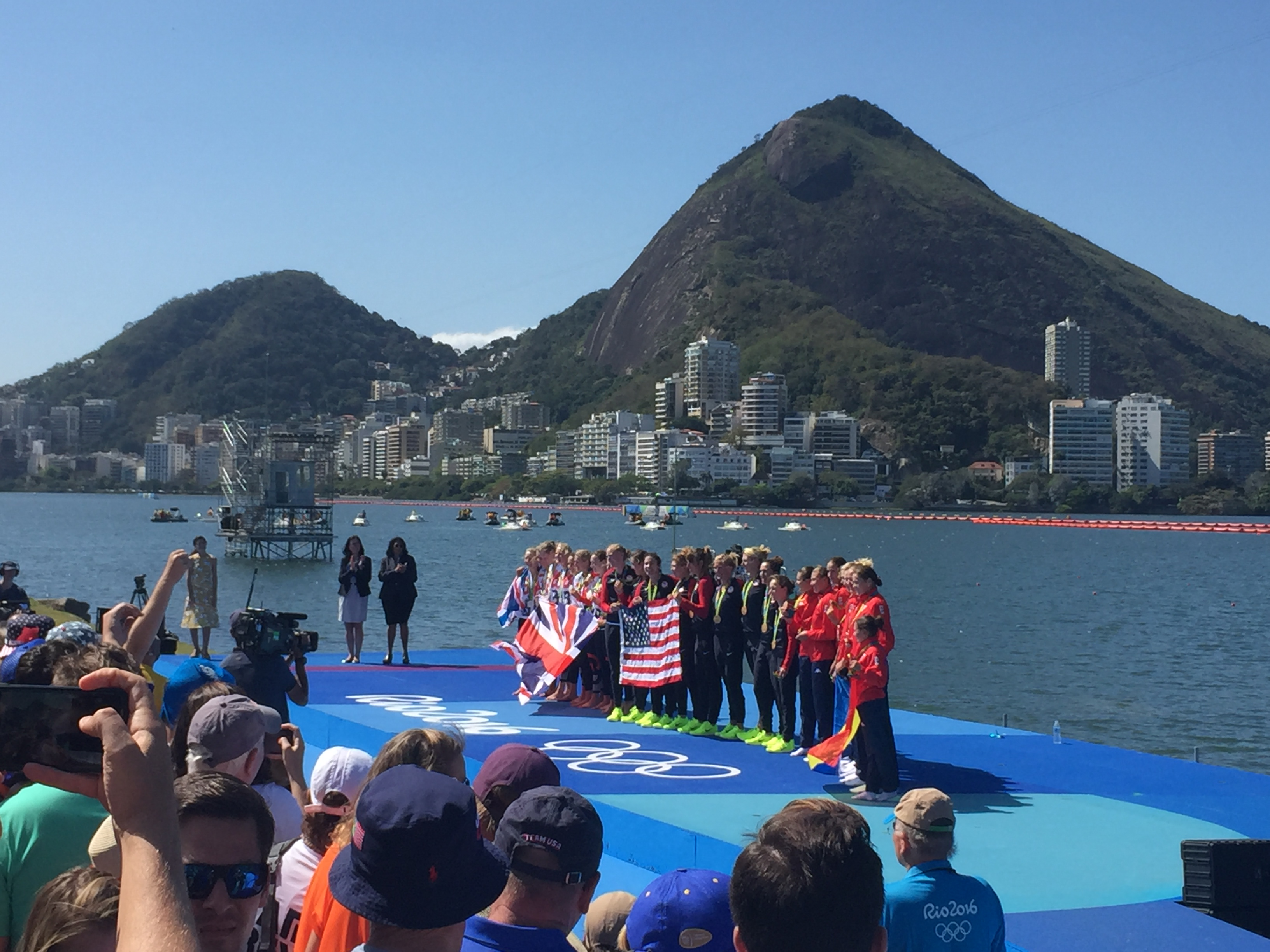
Medaljörerna i åtta med styrman 2016.

| Spel                            | Guld | Silver | Brons |
| Montréal 1976 Detaljer...       | Östtyskland Viola Goretzki Christiane Knetsch-Köpke Ilona Richter Brigitte Ahrenholz Monika Kallies Henrietta Ebert Helma Lehmann Irina Müller Marina Wilke                 | Sovjetunionen Ljubov Talalajeva Nadezjda Rosjtjina Klavdija Koženkova Olena Zubko Olha Kolkova Nelli Tarakanova Nadija Rozjon Olha Huzenko Olha Puhovska                      | USA Jackie Zoch Anita DeFrantz Carie Graves Marion Greig Anne Warner Peggy McCarthy Carol Brown Gail Ricketson Lynn Silliman                                                   |
| Moskva 1980 Detaljer...         | Östtyskland Martina Boesler Christiane Knetsch Gabriele Lohs Karin Metze Kersten Neisser Ilona Richter Marita Sandig Birgit Schütz Marina Wilke                             | Sovjetunionen Nina Frolova Marija Pajun Olga Pivovarova Nina Preobrazjenskaja Nadezjda Prisjtjepa Tatiana Stetsenko Jelena Terjosjina Nina Umanets Valentina Zjulina          | Rumänien Angelica Aposteanu Elena Bondar Florica Bucur Maria Constantinescu Elena Dobrițoiu Rodica Frîntu Ana Iliuță Rodica Puscatu Marlena Zagoni                             |
| Los Angeles 1984 Detaljer...    | USA Kristen Thorsness Kristine Norelius Shyril O'Steen Carie Graves Kathy Keeler Harriet Metcalf Betsy Beard Carol Bower Jeanne Flanagan                                    | Rumänien Marioara Trașcă Lucia Sauca Doina Șnep-Bălan Aneta Mihaly Aurora Pleșca Camelia Diaconescu Viorica Ioja Mihaela Armășescu Adriana Bazon-Chelariu                     | Nederländerna Wiljon Vaandrager Marieke van Drogenbroek Harriet van Ettekoven Catharina Neelissen Anne Quist Nicolette Hellemans Martha Laurijsen Greet Hellemans Lynda Cornet |
| Seoul 1988 Detaljer...          | Östtyskland Annegret Strauch Judith Zeidler Kathrin Haacker Ute Wild Anja Kluge Beatrix Schröer Ramona Balthasar Ute Stange Daniela Neunast                                 | Rumänien Doina Șnep-Bălan Veronica Necula Herta Anitas Marioara Trașcă Adriana Bazon Mihaela Armășescu Rodica Arba Olga Homeghi Ecaterina Oancia                              | Kina Zhou Xiuhua Zhang Yali He Yanwen Han Yaqin Zhang Xianghua Zhou Shouying Yang Xiao Hu Yadong Li Ronghua                                                                    |
| Barcelona 1992 Detaljer...      | Kanada Kirsten Barnes Shannon Crawford Megan Delehanty Kathleen Heddle Marnie McBean Jessica Monroe Brenda Taylor Lesley Thompson (styrman) Kay Worthington                 | Rumänien Veronica Necula Adriana Bazon Maria Păduraru Iulia Bulie Doina Robu Viorica Lepădatu Doina Șnep-Bălan Elena Georgescu (styrman) Ioana Olteanu                        | Tyskland Sylvia Dördelmann Kathrin Haacker Christiane Harzendorf Daniela Neunast (styrman) Cerstin Petersmann Dana Pyritz Annegret Strauch Ute Schell Judith Zeidler           |
| Atlanta 1996 Detaljer...        | Rumänien Liliana Gafencu Veronica Cochelea Elena Georgescu Anca Tănase Doina Spîrcu Marioara Popescu Ioana Olteanu Elisabeta Lipă Doina Ignat                               | Kanada Anna van der Kamp Tosha Tsang Lesley Thompson Emma Robinson Jessica Monroe Heather McDermid Maria Maunder Theresa Luke Alison Korn                                     | Belarus Jelena Mikulitj Marina Znak Natalja Voltjek Natalja Stasiuk Tamara Davydenko Valentina Skrabatun Natalja Lavrinenko Jaroslava Pavlovitj Aleksandra Pankina             |
| Sydney 2000 Detaljer...         | Rumänien Veronica Cochelea Georgeta Damian Maria Magdalena Dumitrache Liliana Gafencu Elena Georgescu Doina Ignat Elisabeta Lipă Ioana Olteanu Viorica Susanu               | Nederländerna Tessa Appeldoorn Carin ter Beek Pieta van Dishoeck Elien Meijer Eeke van Nes Nelleke Penninx Martijntje Quik Anneke Venema Marieke Westerhof                    | Kanada Buffy Alexander Laryssa Biesenthal Heather Davis Alison Korn Theresa Luke Heather McDermid Emma Robinson Lesley Thompson Dorota Urbaniak                                |
| Aten 2004 Detaljer...           | Rumänien Rodica Florea Viorica Susanu Aurica Bărăscu Ioana Papuc Liliana Gafencu Elisabeta Lipă Georgeta Damian Doina Ignat Elena Georgescu (styrman)                       | USA Kate Johnson Samantha Magee Megan Dirkmaat Alison Cox Caryn Davies Laurel Korholz Anna Mickelson Lianne Nelson Mary Whipple (styrman)                                     | Nederländerna Froukje Wegman Marlies Smulders Nienke Hommes Hurnet Dekkers Annemarieke van Rumpt Annemiek de Haan Sarah Siegelaar Helen Tanger Ester Workel (styrman)          |
| Peking 2008 Detaljer...         | USA Erin Cafaro Lindsay Shoop Anna Goodale Elle Logan Anna Cummins Susan Francia Caroline Lind Caryn Davies styrman: Mary Whipple                                           | Nederländerna Femke Dekker Marlies Smulders Nienke Kingma Roline Repelaer van Driel Annemarieke van Rumpt Helen Tanger Sarah Siegelaar Annemiek de Haan styrman: Ester Workel | Rumänien Constanța Burcică Viorica Susanu Rodica Șerban Enikő Barabás Simona Mușat Ioana Papuc Georgeta Andrunache Doina Ignat styrman: Elena Georgescu                        |
| London 2012 Detaljer...         | USA Erin Cafaro Susan Francia Esther Lofgren Taylor Ritzel Meghan Musnicki Elle Logan Caroline Lind Caryn Davies Mary Whipple                                               | Kanada Janine Hanson Rachelle Viinberg Krista Guloien Lauren Wilkinson Natalie Mastracci Ashley Brzozowicz Darcy Marquardt Andréanne Morin Lesley Thompson                    | Nederländerna Jacobine Veenhoven Nienke Kingma Chantal Achterberg Sytske de Groot Roline Repelaer van Driel Claudia Belderbos Carline Bouw Annemiek de Haan Anne Schellekens   |
| Rio de Janeiro 2016 Detaljer... | USA Emily Regan Kerry Simmonds Amanda Polk Lauren Schmetterling Tessa Gobbo Meghan Musnicki Elle Logan Amanda Elmore Katelin Snyder                                         | Storbritannien Katie Greves Melanie Wilson Frances Houghton Polly Swann Jessica Eddie Olivia Carnegie-Brown Karen Bennett Zoe Lee Zoe De Toledo                               | Rumänien Roxana Cogianu Ioana Strungaru Milhaela Petrilă Iuliana Popa Mădălina Beres Laura Oprea Adelina Boguș Andreea Boghian Daniela Druncea                                 |
| Tokyo 2020 Detaljer...          | Kanada Lisa Roman Kasia Gruchalla-Wesierski Christine Roper Andrea Proske Susanne Grainger Madison Mailey Sydney Payne Avalon Wasteneys styrman: Kristen Kit                | Nya Zeeland Ella Greenslade Emma Dyke Lucy Spoors Kelsey Bevan Grace Prendergast Kerri Gowler Beth Ross Jackie Gowler styrman: Caleb Shepherd                                 | Kina Wang Zifeng Wang Yuwei Xu Fei Miao Tian Zhang Min Ju Rui Li Jingjing Guo Linlin styrman: Zhang Dechang                                                                    |
| Paris 2024 Detaljer...          | Rumänien Adriana Adam Roxana Anghel Amalia Bereș Nicoleta-Ancuța Bodnar Maria-Magdalena Rusu Maria Lehaci Ioana Vrînceanu Simona Radiș Victoria-Ștefania Petreanu (styrman) | Kanada Abigail Dent Caileigh Filmer Kasia Gruchalla-Wesierski Maya Meschkuleit Sydney Payne Jessica Sevick Kristina Walker Avalon Wasteneys Kristen Kit (styrman)             | Storbritannien Annie Campbell-Orde Holly Dunford Emily Ford Lauren Irwin Heidi Long Rowan McKellar Eve Stewart Harriet Taylor Henry Fieldman (styrman)                         |

## Borttagna grenar

### Fyra med styrman
| Spel                         | Guld                                                                                   | Silver                                                                               | Brons                                                                                                |
| Montréal 1976 Detaljer...    | Östtyskland Karin Metze Bianka Schwede Gabriele Lohs Andrea Kurth Sabine Heß           | Bulgarien Ginka Gjurova Liljana Vaseva Reni Jordanova Marijka Modeva Kapka Georgieva | Sovjetunionen Nadezjda Sevostianova Ljudmila Krochina Galina Misjenina Anna Pasocha Lidija Krylova   |
| Moskva 1980 Detaljer...      | Östtyskland Ramona Kapheim Silvia Fröhlich Angelika Noack Romy Saalfeld Kirsten Wenzel | Bulgarien Ginka Gjurova Marijka Modeva Rita Todorova Iskra Velinova Nadija Filipova  | Sovjetunionen Marija Fadejeva Galina Sovetnikova Marina Studneva Svetlana Semyonova Nina Tjeremisina |
| Los Angeles 1984 Detaljer... | Rumänien Florica Lavric Maria Fricioiu Chira Apostol Olga Bularda Viorica Ioja         | Kanada Marilyn Brain Angela Schneider Barbara Armbrust Jane Tregunno Lesley Thompson | Australien Robyn Grey-Gardner Karen Brancourt Susan Chapman Margot Foster Susan Lee                  |
| Seoul 1988 Detaljer...       | Östtyskland Martina Walther Gerlinde Doberschütz Carola Hornig Birte Siech Sylvia Rose | Kina Zhang Xianghua Hu Yadong Yang Xiao Zhou Shouying Li Ronghua                     | Rumänien Marioara Trașcă Veronica Necula Herta Anitas Doina Șnep-Bălan Ecaterina Oancia              |